# Кріштіану Роналду

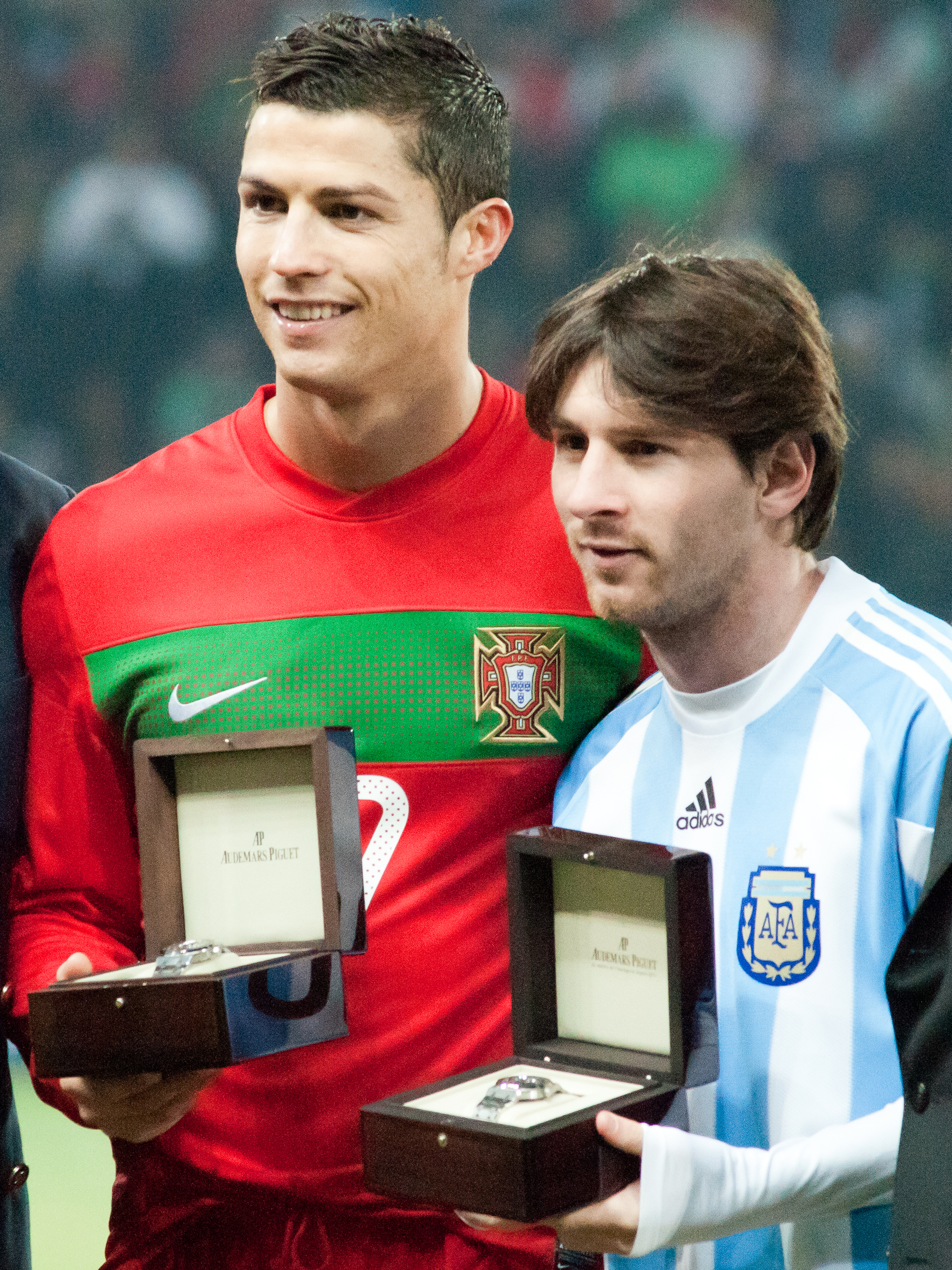

Кріштіа́ну Рона́лду душ Са́нтуш Аве́йру (порт. Cristiano Ronaldo dos Santos Aveiro, нар. 5 лютого 1985, Фуншал, Мадейра, Португалія) — португальський футболіст, нападник та капітан саудівського клубу «Ан-Наср» і збірної Португалії. Один з найкращих футболістів в історії футболу. 2021 року «Globe Soccer Awards» (ОАЕ) назвали Роналду найкращим гравцем XXI століття. Перший у світі футболіст-мільярдер (2020).
П'ятиразовий володар Золотого м'яча (2-й показник в історії): 2008, 2013, 2014, 2016 та 2017.
Чотириразовий володар Золотого бутса УЄФА (2-й показник історії): 2008, 2011, 2014 та 2015.
Рекордсмен збірної Португалії за кількістю ігор і забитих голів. Переможець Євро-2016 у складі збірної Португалії. Фіналіст Євро-2004 у складі збірної Португалії. Визнаний найкращим молодим гравцем чемпіонату Європи 2004 року.
Переможець Ліги чемпіонів сезонів 2007/08, 2013/14, 2015/16, 2016/17 та 2017/18. Найкращий бомбардир в історії Ліги чемпіонів.

## Спортивна кар'єра

### «Спортінг»
Народився 5 лютого 1985 року в муніципалітеті Фуншал, столиці автономного регіону Мадейра. Кріштіану — молодший син Марії Долореш душ Сантуш Авейру (Maria Dolores dos Santos Aveiro) і Жозе Дініша Авейру (Jose Dinis Aveiro).
У віці восьми років він грав за любительську команду «Андоринья» («Andorinha»), де його батько відповідав за матеріальну базу для футболістів. 1995 року Роналду підписав контракт з клубом «Насіунал». За результатами сезону Кріштіану отримав запрошення на перегляд у лісабонський «Спортінг», після чого клуб з португальської столиці підписав з ним контракт.
Роналду став єдиним гравцем «Спортінга», який грав за юнацькі команди клубу до шістнадцяти, до сімнадцяти, до вісімнадцяти років, дублі «Спортінга» й основну команду за один сезон.
У 16 років футболістом зацікавився тренер «Ліверпуля» Жерар Ульє (Gerard Houllier), але клуб відмовився взяти Роналду, вирішивши, що португальцеві спершу слід розвинути свої футбольні навички. Влітку «Спортинг» зустрічався з «Манчестер Юнайтед». Вже після першого тайму здивовані грою Роналду гравці вмовили Фергюсона викупити Роналду. У тому матчі «Спортинг» переміг «Манчестер Юнайтед».

### «Манчестер Юнайтед»
Уклавши контракт на суму в 11,24 мільйона фунтів стерлінгів, Роналду став першим португальцем за всю історію «Манчестер Юнайтед». Незважаючи, що сам Роналду попросив футболку з номером 28 (під цим номером він грав у «Спортінгу»), Фергюсон дав йому сьомий номер, вважаючи, що це стане додатковим джерелом мотивації для португальського футболіста — під номером 7 у Манчестері грали такі видатні спортсмени, як Джордж Бест, Браян Робсон, Ерік Кантона і Девід Бекхем.
Роналду дебютував за «Манчестер Юнайтед», вийшовши на заміну в матчі проти «Болтон Вондерерз». Довіру Фергюсона він виправдав у першому ж сезоні, за результатами якого отримав Приз сера Метта Басбі найкращому гравцеві сезону 2003/2004 (Sir Matt Busby Player of the Year). Премія, яку присуджують за підсумками голосування уболівальників «Манчестер Юнайтед», стала першою особистою нагородою в професійній кар'єрі футболіста.
Роналду грав за свою національну збірну на Євро-2004, забивши на турнірі два голи. Він став наймолодшим гравцем, що зіграв у фіналі чемпіонату Європи, адже на фінальний матч проти греків і нападник вийшов у віці 19 років і 150 днів. На жаль, у фіналі португальці, господарі турніру, програли грекам із рахунком 0:1.
Після чемпіонату світу 2006 з'явилося багато чуток про бажання Роналду залишити «Манчестер Юнайтед». Проте вони не підтвердилися, і Роналду 13 квітня 2007 року продовжив контракт з клубом Фергюсона, незважаючи на те, що іспанський «Реал Мадрид» пропонував заплатити за португальця 80 мільйонів євро. Новий контракт з МЮ строком на п'ять років містив також збільшення зарплати самого Роналду до 120 тисяч фунтів стерлінгів на тиждень, що зробило його найвисокооплачуванішим гравцем «Манчестер Юнайтед».
За підсумками сезону 2006/2007 Роналду визнали найкращим гравцем професійної футбольної асоціації Англії. Він став першим португальцем за всю історію, що отримав цю престижну нагороду. У цьому ж сезоні його визнали найкращим молодим гравцем професійної футбольної асоціації і вручили приз найкращому футболістові року за версією футбольних журналістів Англії, а уболівальники вдруге за кар'єру португальця назвали його найкращим гравцем сезону та знову вручили йому Приз сера Матта Басбі.

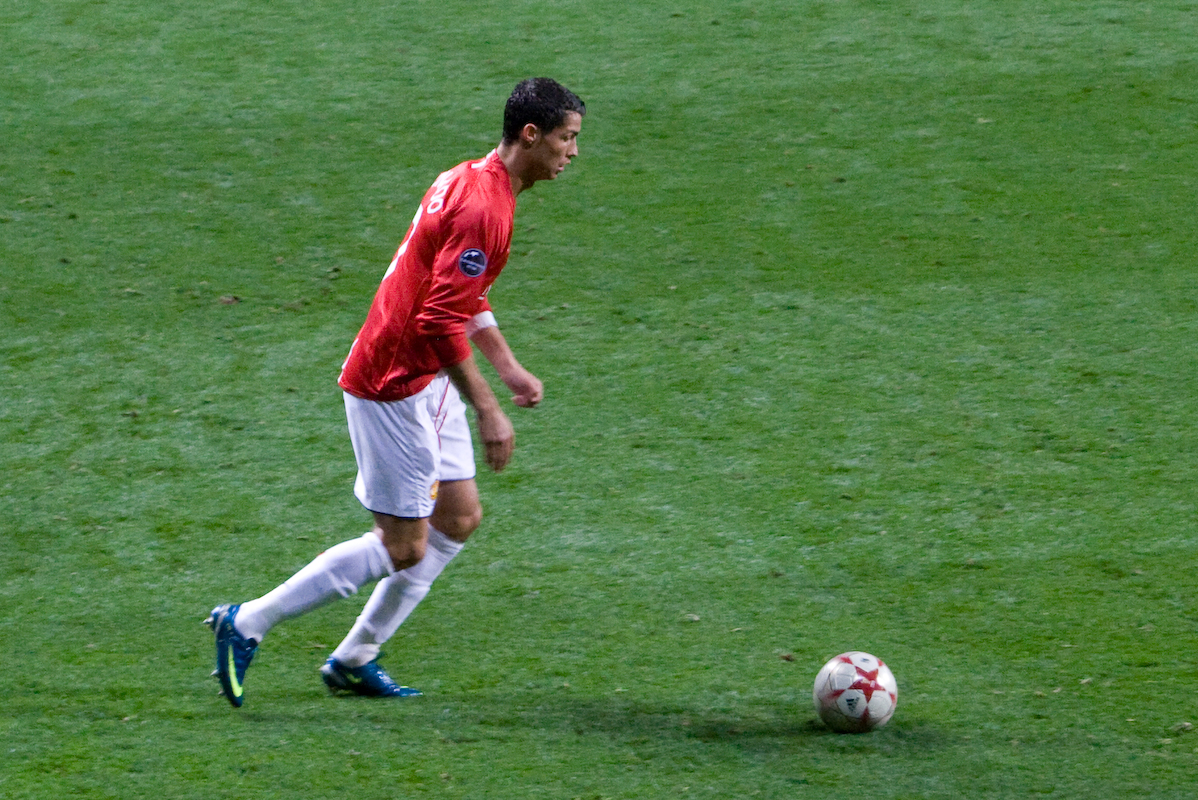
Під час виконання штрафного удару у матчі «Манчестер Юнайтед» — «Селтік» 21 жовтня 2008

У сезоні 2007—2008 Роналду вдруге поспіль став найкращим гравцем професійної футбольної асоціації Англії. Португальцеві вдалося побити рекорд Джорджа Беста — єдиного півзахисника «Манчестер Юнайтед», що забив 32 голи в матчах за клуб. Його 31-й гол, забитий у матчах прем'єр-ліги, зробив португальця найкращим бомбардиром англійського чемпіонату сезону 2007/2008. Він також став першим півзахисником, що отримав «Золотий бутс». За підсумками сезону Роналду став володарем «Золотого м'яча». У сезоні 2007/2008 Кріштіану втретє визнали найкращим гравцем «Манчестер Юнайтед» за версією уболівальників.
21 травня 2008 року Роналду в складі «Манчестер Юнайтед» став переможцем Ліги чемпіонів УЄФА, перемігши у фінальному матчі на стадіоні «Лужники» в Москві англійський клуб «Челсі».
У червні 2008 року стало відомо про те, що Роналду нібито зацікавлений у переході в мадридський «Реал», якщо клуб запропонує йому гідну зарплату. «Манчестер Юнайтед» звернувся до ФІФА з офіційною скаргою на спроби мадридського клубу привласнити португальця, проте чиновники відмовилися застосовувати санкції до «Реала».
28 серпня 2008 року Роналду назвали найкращим нападником і найкращим гравцем 2008 року за версією УЄФА.
12 січня 2009 року Кріштіану став найкращим гравцем 2008 року за версією ФІФА.

### «Реал»
«Реал Мадрид» і «Манчестер Юнайтед» 26 червня 2009 підписали угоду про перехід півзахисника в іспанський клуб. В рамках контракту Роналду проведе в «Реалі» шість сезонів, а його зарплата складатиме 13 мільйонів євро в рік, це рекордна для футболу сума — до того найвисокооплачуванішим футболістом світу був форвард «Інтеру» Златан Ібрагімович, що отримував 12 мільйонів євро.
Ініціатором переходу португальця в «Реал» був його президент Флорентіно Перес, який очолив клуб 1 червня 2009. Зусиллями Переса іспанський клуб також придбав бразильця Кака, заплативши за нього 67,5 мільйона євро. Трансфер португальського півзахисника обійшовся «Реалу» в рекордні 93,4 мільйона євро, зробивши Роналду найдорожчим гравцем в історії футболу. Колишній володар рекорду Зінедін Зідан, за якого 2001 року «Реал» віддав 76 мільйонів євро, заявив, що радий позбутися титулу найдорожчого футболіста і завдяки Роналду «знову може дихати».[джерело?]
Перший дубль за команду гравець зробив 20 вересня 2009 року в матчі чемпіонату проти «Хереса».

#### Сезон 2011—2012

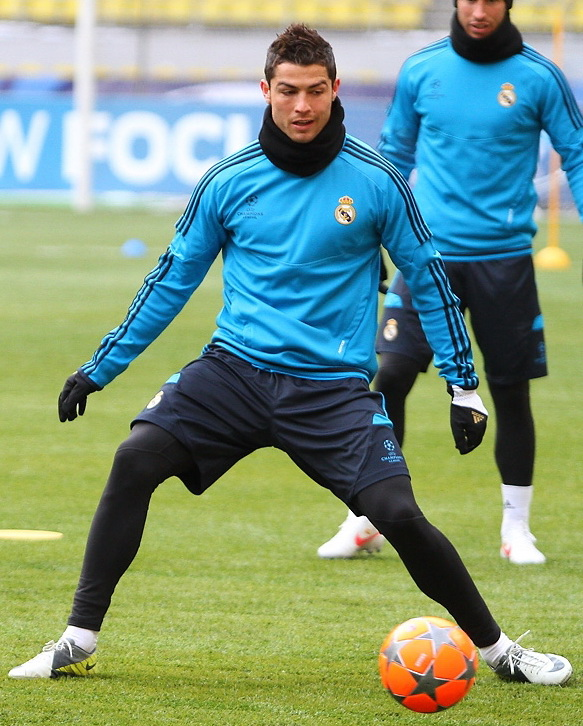
На розминці

24 березня 2012 року Кріштіану Роналду в матчі 30 туру чемпіонату Іспанії проти «Реал Сосьєдад» забив свій сотий м'яч у 92 зіграних матчах у рамках Прімери. Він побив рекорд угорця Ференца Пушкаша, якому знадобилося для цього 115 матчів.
11 квітня 2012 року в матчі чемпіонату Іспанії проти «Атлетіко» Роналду оформив хет-трик, та другий рік поспіль досягнув позначки в 40 забитих голів у чемпіонаті.
21 квітня Кріштіану Роналду встановив особистий рекорд за кількістю голів за сезон. Вразивши ворота «Барселони» в гостьовому матчі 35-го туру чемпіонату Іспанії, португалець записав у свій актив 54-й гол цього сезону у всіх офіційних іграх за мадридський клуб. Минулого сезону Роналду забив 53 голи.
5 травня у 37 турі Прімери у виїзному матчі з «Гранадою» Роналду з пенальті забив свій 300-й гол у кар'єрі (32 — за збірну Португалії, 5 — за Спортінг (Лісабон), 118 — за Манчестер Юнайтед та 145 — за Реал Мадрид).
13 травня в останньому турі Прімери проти «Мальорки» Кріштіану забив 60-й гол в сезоні, ставши другим гравцем (після Ліонеля Мессі — 72 м'ячі) з часів Герда Мюллера (в сезоні 1972—1973 рр. — 67 м'ячів), який забив 60 м'ячів в одному європейському сезоні.

#### Євро 2012

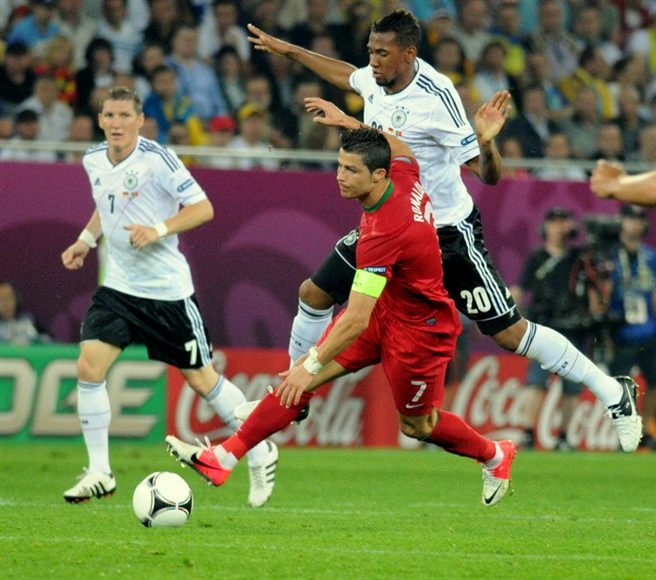
На Євро 2012 проти німців

Свій перший матч на Євро-2012 збірна Португалії проводила проти збірної Німеччини, та поступилась з рахунком 0-1.
В наступному матчі, який як і перший проходив у Львові, Португалія зустрічалася зі збірною Данії, Кріштіану Роналду в цьому матчі міг стати антигероєм, не використавши два виходи сам на сам, та завдяки вдалим діям його партнерів Португалії вдалося в кінці матчу вирвати перемогу з рахунком 3-2.
Зате третій матч проти збірної Нідерландів в груповому етапі став для Роналду тріумфальним, спочатку на 28 хв. він зрівняв рахунок в матчі, а на 74 хвилині, забивши переможний гол, вивів свою команду в чвертьфінал Євро-2012.
У чвертьфінальному матчі проти збірної Чехії Кріштіану знову показав висококласну гру, а його результативний удар на 79 хв. вирішив долю матчу, збірна Португалії вийшла в півфінал турніру.
У півфіналі збірна Португалії зустрілася з діючими чемпіонами світу та Європи збірною Іспанії. Основний та додатковий час переможця не виявили (0-0), а в серії післяматчевих пенальті перемогли діючі чемпіони Європи з рахунком 4-2. До Роналду, який мав бити пенальті п'ятим, черга так і не дійшла, зате Кріштіану міг вирішувати долю протистояння на останніх хвилинах основного часу, та його ударам бракувало точності.
За підсумками Євро-2012 Кріштіану Роналду ввійшов в символічну збірну чемпіонату та став одним із шести найкращих снайперів, забивши 3 голи. Також він став першим португальським футболістом, який забивав голи на 5 поспіль форумах в складі національної збірної (Євро-2004, Євро-2008, Євро-2012, ЧС-2006, ЧС-2010).

#### Сезон 2012—2013
Новий чемпіонат Іспанії розпочався для Кріштіану Роналду та його клубу не дуже вдало, нічия проти «Валенсії» та поразка від «Хетафе». Кріштіану в цих матчах результативними діями не відзначався.
Також в цей період «Реал» поступився на виїзді «Барселоні» в першому матчі за Суперкубок Іспанії з рахунком 3-2 (Кріштіану відкрив рахунок у матчі). Та домашня перемога через тиждень над «Барселоною» з рахунком 2-1 забезпечила «Реалу» та Кріштіану Роналду перший трофей в новому сезоні, а переможний гол португальця дав змогу йому повторити досягнення відомого в минулому чилійського форварда Івана Саморано, який забивав у п'яти «Ель Класіко» підряд.
2 вересня 2012 року в матчі 3 туру чемпіонату Іспанії проти «Гранади» Кріштіану відзначився дублем, при цьому перший гол в цьому матчі став для нього 200 м'ячем забитим в чемпіонатах різних країн (Португалія — 3 м'ячі, Англія — 84 м'ячі, Іспанія — 113 м'ячів). Другий гол у цьому матчі став для Роналду 150-м в футболці Реалу в усіх турнірах, зігравши загалом в 149 матчах.
18 вересня Кріштіану забив переможний гол в матчі першого туру групового етапу Ліги чемпіонів, в якому його команда перемогла з рахунком 3-2. Цей гол став 40-м для Кріштіану Роналду в рамках Ліги чемпіонів, з цим результатом він займає 8 місце серед найкращих бомбардирів Ліги чемпіонів відстаючи на 1 гол від нападника «Ювентуса» Алессандро Дель П'єро, який займає 7 місце.
30 вересня Роналду оформив перший хет-трик (в тому числі 2 голи з пенальті) в сезоні в ворота «Депортіво» в 6-му турі Прімери, в якому Реал переміг з рахунком 5-1.
3 жовтня Кріштіану в другій грі поспіль записав на свій рахунок хет-трик, відбулося це в 2-му турі групового етапу Ліги чемпіонів в виїзному матчі проти амстердамського «Аякса», в якому Реал переміг з рахунком 4-1. Це був перший хет-трик Роналду в Лізі чемпіонів, та 18-й в клубній кар'єрі (15 — в чемпіонаті Іспанії, 1 — в англійській Прем'єр-лізі, 1 — в кубку Іспанії та 1 — в Лізі чемпіонів УЄФА).
7 жовтня в матчі 7 туру Прімери в матчі проти «Барселони» на «Камп Ноу» (рахунок матчу 2-2) Кріштіану відзначився двома голами, у відповідь на 2 голи Ліонеля Мессі. Це був шостий матч Ель Класіко підряд, в якому забивав Роналду.
16 жовтня Кріштіану Роналду провів свій 100-й матч за збірну Португалії в матчі проти збірної Північної Ірландії, та був удостоєний нагороди УЄФА за сто матчів на міжнародній арені. За дев'ять років проведених у складі збірної Роналду відзначився 37 голами.
6 січня 2013 року дубль Роналду допоміг мадридському «Реалу» здолати «Реал Сосьєдад» в матчі 18 туру чемпіонату Іспанії з рахунком 4-3.
7 січня 2013 року Кріштіану Роналду на церемонії вручення нагород Золотий м'яч ФІФА, яка відбулася у швейцарському Цюриху, був визнаний другим футболістом світу 2012 року, за підсумками голосування набравши 23,68 % голосів поступившись аргентинцю Ліонелю Мессі, який набрав 41,60 % голосів.
9 січня завдяки третьому в сезоні хет-трику Кріштіану Роналду «Реал» вийшов у чвертьфінал кубка Іспанії перемігши «Сельту» в повторному матчі 1/8 фіналу з рахунком 4-0..
20 січня в виїзному матчі 20 туру Прімери проти «Валенсії», в якому «Реал» переміг 5-0, на рахунку Кріштіану 2 голи та 1 гольова передача.

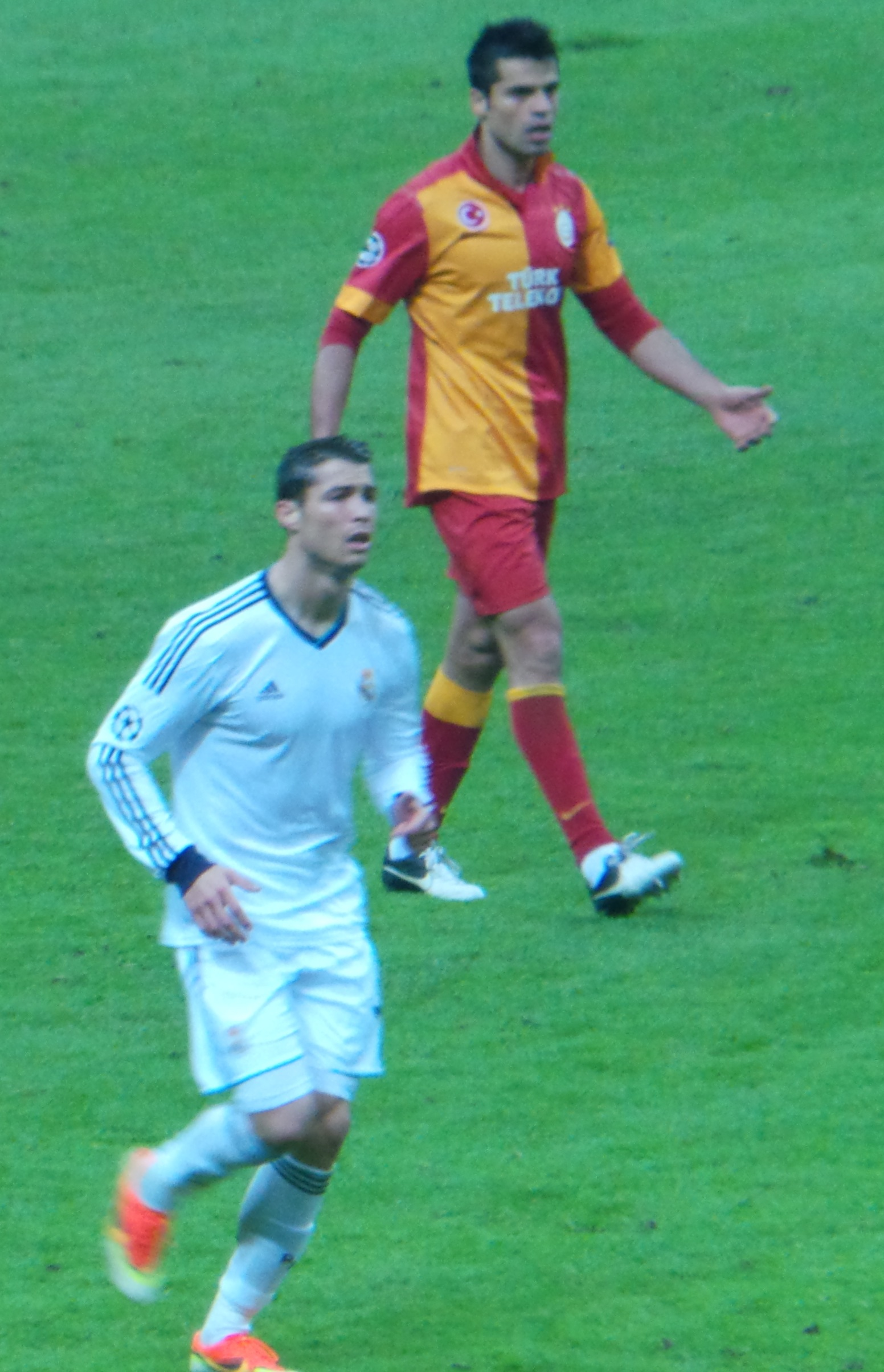
Роналду в грі проти турецького Галатасараю.

27 січня в матчі 21 туру чемпіонату Іспанії проти «Хетафе» став автором 20-го хет-трику в офіційний матчах за свою кар'єру. 19 з 20 хет-триків португалець провів у складі мадридського «Реалу». Також перший з трьох голів забитих Кріштіану у цьому матчі став для нього 300-м в клубній кар'єрі («Спортінг» — 5 голів, «Манчестер Юнайтед» — 118 голів, «Реал» — 177 голів).
2 лютого Кріштіану Роналду вперше в своїй кар'єрі відзначився автоголом в матчі 22 туру проти «Гранади». Цей гол виявився вирішальним, «Реал» поступився з рахунком 0-1.
27 лютого Роналду оформив дубль в матчі-відповіді 1/2 фіналу Кубка Іспанії з футболу на «Камп Ноу» проти місцевої «Барселони», допомігши «Реалу» пройти принципового суперника на шляху до фіналу турніру. Також португалець став першим футболістом «Реалу», який два матчі поспіль відзначався дублями на «Камп Ноу» в «Ель Класико».
8 травня 2013 року Кріштіану Роналду в матчі 34 туру чемпіонату Іспанії проти «Малага» забив свій 200-й гол в складі мадридського Реалу, при цьому зігравши в 197 матчах у футболці королівського клубу.
17 травня 2013 року мадридський «Реал» поступився в фіналі Кубка Іспанії з футболу мадридському «Атлетіко» з рахунком 1-2 в додатковий час. На рахунку Роналду в цьому матчі гол на 14-й хв. та вилучення на 114 хв.
31 травня 2013 року Кріштіану Роналду продовжив контракт з «Реалом» до кінця червня 2018 року. Зарплата Роналду за новим договором складе 16 млн євро на рік.

#### Сезон 2013—2014
6 вересня 2013 року Роналду відзначився хет-триком у відбірковому матчі чемпіонату світу 2014 року проти збірної Північної Ірландії, в якому збірна Португалії перемогла з рахунком 4-2. На цей момент на рахунку Кріштіану у складі збірної Португалії 43 забиті м'ячі, і за цим показником він вийшов на друге місце серед найкращих бомбардирів національної команди, обійшовши Еусебіу на рахунку якого 41 забитий м'яч.
16 вересня Роналду оформив свій черговий (22-й у кар'єрі) хет-трик у матчі 1 туру групового етапу Ліги Чемпіонів, в якому «Реал» на виїзді переміг Галатасарай з рахунком 6-1.
22 вересня 2013 року, оформивши дубль в матчі 5 туру чемпіонату Іспанії проти «Хетафе», Кріштіану Роналду з 208 голами в своєму активі, вийшов на 5-те місце в списку найкращих бомбардирів «Реала» за історію випередивши нападника мадридців 80-х років Уго Санчеса. Також Роналду забив свій 150-й гол в Прімері.
25 вересня 2013 року дубль Роналду приніс перемогу «Реалу» над «Ельче» з рахунком 2-1 в виїзному матчі 6 туру Прімери.
2 жовтня 2013 року Роналду забив 2 голи у ворота «Копенгагена» в 2-му турі групового етапу Ліги Чемпіонів, в якому «Реал» переміг з рахунком 4-0.
24 жовтня 2013 року, забивши 2 голи в ворота «Ювентуса» в 3-му турі групового етапу Ліги Чемпіонів, Кріштіану Роналду з показником 57 забитих м'ячів, вийшов на третє місце в списку найкращих бомбардирів турніру, випередивши на 1 гол Руда Ван Ністелроя. Також Роналду забивши 7 голів в перших трьох матчах турніру повторив досягнення колишнього гравця «Мілана» Філіппо Індзагі сезону 2002-2003 рр.
31 жовтня 2013 року, забивши 3 голи (23-й хет-трик у кар'єрі) в ворота «Севільї» в матчі 11 туру Прімери, Кріштіану Роналду з показником в 157 забитих м'ячів, вийшов на 5-те місце в списку найкращих бомбардирів «Реала» в Прімері за історію випередивши нападника мадридців 50-60-х років Ференца Пушкаша.
2 листопада 2013 року завдяки дублю Кріштіану мадридський «Реал» святкував перемогу в виїзному матчі 12 туру чемпіонату Іспанії над «Райо Вальєкано» з рахунком 3-2.
9 листопада 2013 року Кріштіану Роналду оформляє черговий хет-трик (24-й в кар'єрі) в матчі 13 туру Прімери проти «Реал Сосьєдада». Таким чином, маючи на своєму рахунку 162 голи, Кріштіану вийшов на 15 місце серед найкращих бомбардирів Прімери за історію, випередивши на 2 голи колишнього нападника «Атлетіко» (Мадрид) Луїса Арагонеса.
19 листопада 2013 року завдяки хет-трику Кріштіану Роналду збірній Португалії вдалося перемогти збірну Швеції в виїзному матчі плей-офф кваліфікаційного раунду чемпіонату світу 2014 року з рахунком 3-2 та вийти в фінальну частину чемпіонату світу, яка відбудеться в червні 2014 року в Бразилії. Також Роналду наздогнав лідера списку найкращих бомбардирів збірної Португалії Педро Паулету, на рахунку обох футболістів тепер 47 забитих голів.
10 грудня 2013 року вразивши ворота «Копенгагена» в 6-му турі групового етапу Ліги Чемпіонів Кріштіану встановив нову планку результативності для групової стадії турніру, яка відтепер становить 9 забитих м'ячів.
16 грудня 2013 року авторитетний журнал World Soccer вдруге визнав Кріштіану Роналду найкращим футболістом світу. За підсумками опитування Кріштіану набрав 1075 очок, випередивши триразового володаря нагороди аргентинця Ліонеля Мессі (926 очок) та француза Франка Рібері (870 очок). Раніше Роналду визнавався найкращим футболістом світу в 2008 році.
13 січня 2014 року Роналду вдруге був названий найкращим футболістом світу, про що було оголошено на церемонії вручення нагород Золотий м'яч ФІФА, яка відбулася в швейцарському Цюриху. За підсумками голосування він випередив Ліонеля Мессі та Франка Рібері.
26 лютого 2014 року Кріштіану Роналду, оформивши дубль в виїзному матчі 1/8 фіналу Ліги чемпіонів проти «Шальке 04», забив свій 11-й гол в поточному розіграші. Таким чином португалець став першим гравцем в історії Ліги Чемпіонів, якому вдалося протягом трьох сезонів поспіль забити не менше 10 голів.
5 березня 2014 року забивши два голи в ворота збірної Камеруну (португальці перемогли з рахунком 5-1), Кріштіану Роналду з доробком у 49 забитих м'ячів вийшов на перше місце серед найкращих бомбардирів в історії збірної Португалії.
29 квітня 2014 року оформивши дубль в виїзному півфінальному матчі проти «Баварії» (Мюнхен) в 1/2 фіналу Ліги чемпіонів, Роналду з показником в 16 голів перевершив рекорд Ліонеля Мессі та Жозе Альтафіні за кількістю забитих голів за один сезон в Кубку чемпіонів, на рахунку яких було по 14 забитих м'ячів в сезонах 2011—12 та 1961—62рр. відповідно. Також він вийшов на перше місце серед діючих футболістів за кількістю забитих м'ячів (423), обігнавши ексфорварда «Реала» Рауля Гонсалеса, на рахунку якого 421 гол.

#### Сезон 2014—2015
13 червня 2015 року зробив хет-трик у матчі за збірну Португалії проти збірної Вірменії, завдяки чому піднявся на друге місце у списку найкращих бомбардирів у європейських кваліфікаціях до чемпіонатів Європи і світу з показником в 34 голи.

#### Сезон 2015—2016
17 жовтня 2015 року, відзначившись голом у матчі проти «Леванте» у 8-у турі чемпіонату Іспанії, Кріштіану Роналду побив рекорд Рауля Гонсалеса за кількістю забитих голів у складі мадридського «Реала». На рахунку португальця 324 голи (310 матчів), а іспанця — 323 голи (741 матч).
11 січня 2016 року Кріштіану, набравши 27,76 % очок за підсумками голосування на визначення найкращого футболіста світу, посів друге місце поступившись Ліонелю Мессі (41,33 %), який вп'яте став володарем Золотого м'яча, про що було оголошено на церемонії, що відбулася в швейцарському Цюриху.

#### Євро 2016
У жеребкуванні до Чемпіонату Європи 2016 збірна Португалії потрапила до групи F. Там суперниками збірної стали Ісландія, Австрія та Угорщина. Матч першого туру групового етапу був проти збірної Ісландії 14 червня, який закінчився з рахунком 1-1. Тоді у складі червоно-зелених відзначився Луїш Нані. Наступний матч був зіграний в нульову нічию проти збірної Австрії. В тому матчі був призначений 11-и метровий удар у ворота австрійців. До м'яча підійшов Кріштіану, який пробив у нижній лівий кут воріт, але хоч і австрійський воротар не вгадав кут, в який полетить м'яч, Роналду влучив у стійку. Далі Португалію чекала Угорщина. Матч закінчився з рахунком 3-3, де Кріштіану оформив дубль. Події розвивалися так: гол забив угорець Гера потім на нього відповів Нані. Гол забиває Джуджак, Роналду відповідає. Процедура повторюється, рахунок матчу 3-3, фінальний свисток, Португалія в плей-оф.
Згідно з новим форматом Євро, з групи можна вийти з навіть з третього місця. Дякуючи 3 очкам (1 очко за матч за нічию) і різниці між пропущеними і забитими голами (4 забито та 4 пропущено; тобто 0) Португалія виходить на стадію плей-оф Євро 2016, тобто такого результату в груповому етапі достатньо для виходу в 1/8.
У 1/8 фіналу португальці перемогли хорватів. На останніх хвилинах другого додаткового тайму, збірна Португалії пішла в контратаку. Роналду завдав удар по воротам, після чого м'яч відскочив до Куарежми, який забив гол.
У чвертьфіналі Роналду змарнував кілька гарних моментів у матчі зі збірною Польщі, основний час якого закінчився з рахунком 1:1. Гра дійшла до серії пенальті, перший з яких реалізував Кріштіану.
У півфіналі Роналду відкрив рахунок, забивши гол збірній Уельсу, матч закінчився перемогою піренейців з рахунком 2:0.
У фінальному матчі суперником збірної Португалії стали господарі турніру — збірна Франції. Роналду отримав травму після зіткнення з Дімітрі Паєтом й покинув поле на 25 хвилині. За основний час матчу команди голів не забили, у додатковий — гол забив Едер. Таким чином Португалія вперше стала чемпіоном Європи.

#### Сезон 2016—2017
Учетверте став переможцем Ліги Чемпіонів УЄФА, а його «Реал» уперше в історії двічі поспіль виграв ці змагання. Став першим гравцем, який п'ять разів поспіль вигравав гонку бомбардирів Ліги Чемпіонів УЄФА.

#### Сезон 2017—2018
У розіграші Ліги чемпіонів УЄФА 2017—2018 уп'яте став переможцем найпрестижнішого континентального клубного турніру, причому утретє поспіль. По ходу турніру відзначився 15 забитими голами, які дозволили йому оновити власний рекорд і ушосте поспіль стати найкращим бомбардиром змагання.

#### Чемпіонат світу 2018
Влітку 2018 року поїхав на свій четвертий чемпіонат світу. У першій же грі групового етапу проти головних конкурентів за перше місце у групі іспанців зробив хет-трик, який приніс його команді нічию з рахунком 3:3. У другій грі проти Марокко також зробив результат — його гол, забитий вже на 4-й хвилині зустрічі, виявився єдиним у грі і приніс португальцям мінімальну перемогу. Попри такий старт турніру у решті двох матчах португальців на ньому голів не забивав. Його збірна успішна кваліфікувалася до стадії плей-оф, на якій, утім, не змогла подолати 1/8 фіналу, поступившись 1:2 уругвайцям.

### «Ювентус»
Чутки про те, що Роналду може залишити «Реал» з'явилися після останнього матчу клубного сезону 2017/18 — переможного для «королівського клубу» фіналу Ліги чемпіонів, коли гравець в одному з інтерв'ю згадав про свою кар'єру у його складі у минулому часі.
10 липня 2018 року було офіційно оголошено про перехід 33-річного португальця до складу італійського «Ювентуса», з яким уклали 4-річний контракт. Трансферна сума склала 100 мільйонів євро, що стало рекордом для гравців старше 30 років та найдорожчим придбанням в історії італійських клубів.
16 вересня 2018 забив перші голи за «Ювентус» в Серії А. 19 вересня вперше зіграв за клуб у групі Ліги Чемпіонів у гостях проти «Валенсії», отримавши на 29-й хвилині червону картку від арбітра з Німеччини Фелікса Бриха, першу за весь час виступів у турнірі, на думку португальця — несправедливу.
14 жовтня 2019 року Кріштіану Роналду забив 700-й гол у кар'єрі, відзначившись з пенальті у матчі кваліфікаційного раунду чемпіонату Європи, у якому збірна Португалії поступилась збірній України з рахунком 1-2. Для цього йому знадобилося зіграти у 974 матчах, зокрема: за збірну Португалії — 95 голів (162 матчі), Спортінг — 5 голів (31 матч), Манчестер Юнайтед — 118 голів (292 матчі), Реал Мадрид — 450 (438 матчів) та Ювентус — 32 голи (51 матч). Роналду став шостим в історії футболістом за кількістю забитих голів. На першому місці — Йозеф Біцан, який за всю свою кар'єру забив 805 голів, за ним слідують Ромаріо (772 голів), Пеле (767), Ференц Пушкаш (746) і Герд Мюллер (735).

#### Євро 2020
В першому ж матчі на Євро 2020 проти збірної Угорщини Кріштіану Роналду зробив дубль і став найкращим бомбардиром у фінальних частинах чемпіонату Європи.

### Повернення до «Манчестер Юнайтед»
Наприкінці літнього трансферного вікна 2021 стало повідомлятися, що Роналду хоче покинути «стару синьйору». 27 серпня італійський журналіст Джанлука Ді Марціо повідомив, що Роналду попрощався з гравцями «Ювентуса» на клубній базі і готувався до переходу в «Манчестер Сіті», принципового суперника колишнього клубу Кріштіану — «МЮ». Пізніше інформацію про те, що Роналду покидає «Ювентус» підтвердив і головний тренер «б'янконері» Массіміліано Аллегрі. Проте, як стало відомо того ж дня, «містяни» не змогли дійти згоди із португальцем і відмовилися від підписання 36-річного нападника. Тоді ж Роналду вирішив перехопити «Манчестер Юнайтед». Вже увечері 27 серпня «червоні дияволи» оголосили на своєму офіційному акаунті в Twitter про повернення Кріштіану Роналду. За інформацією The Athletic сума трансферу склала 15 млн. € + 8 млн. € бонусами.
22 листопада 2022 року Роналду розірвав контракт з «Манчестер Юнайтед».

### «Ан-Наср»
30 грудня 2022 року Роналду підписав контракт із саудівським клубом Ан-Наср. 9 лютого 2023 року, забив 4 м‘ячі в матчі 16 туру чемпіонату Саудівської Аравії проти клубу Аль-Вахда, зробивши свій перший покер з 2019 року. 25 лютого Кріштіану став автором другого хет-трику за клуб, а команда здобула виїзну перемогу над «Дамаком» 3–0. За підсумками сезону «Ан-Наср» посів друге місце.

## Приватне життя
З травня 2010 року Кріштіану зустрічався з російською моделлю Іриною Шейк. За даними BBC, весілля пари відбулося 12 липня 2012 року на Мадейрі на острові Порту Санту. У січні 2015 року, після того як Шейк не приїхала на церемонію вручення «Золотого м'яча», який Роналду і виграв, стало відомо, що пара розійшлась.
Кріштіану Роналду має сина, який народився 17 липня 2010 — як наслідок «знайомства однієї ночі» з неназваною американською офіціанткою. Знайомство Кріштіану з майбутньою матір'ю дитини відбулося в одному з ресторанів Лос-Анджелеса під час подорожі Роналду по США. Коли молода жінка виявила, що завагітніла, вона розшукала Роналду через свого агента Жорже Мендеша. ДНК-тест довів батьківство. Строго віруюча римо-католицька сім'я Роналду без сумнівів вирішила усиновити дитину. Немовля назвали, як і батька — Кріштіану Роналду-молодший.
Роналду написав друзям: «Я почуваю себе як Борис Бекер» — якому, як відомо, одноразовий секс у коморі одного з лондонських ресторанів із росіянкою Анжелою Єрмаковою у 2000 році коштував 20 мільйонів фунтів. На своїх сторінках у Facebook та Twitter футболіст повідомив, що за конфіденційною домовленістю з біологічною матір'ю дитини її особистість залишиться неназваною до досягнення дитиною 18-річчя, а сама дитина перебуватиме під його «ексклюзивною опікою». Ця домовленість, як повідомив таблоїд Mirror, коштувала Роналду приблизно 15 млн доларів.
Коли Кріштіану-старший буває у від'їзді, за дитиною наглядає його мати Долореш Авейру та сестри Ельма та Ліліана-Катя. 8 червня 2017 року народилися близнята Метью та Єва від сурогатної матері. 12 листопада 2017 року народилася донька Алана Мартіна дос Сантос від подруги Криштіану, моделі Джорджини Родрігес.
У листопаді 2018 року Кріштіану Роналду і Джорджина Родрігес заручилися. Наприкінці серпня 2019 року футболіст склав заповіт, основною спадкоємицею стану в 300 млн євро в якому зазначена саме Джорджина. 20 листопада 2019 року з'явилися повідомлення про таємне весілля пари, шлюбна церемонія якої відбулася в Марокко. Роналду і Родрігес інформацію про весілля не підтвердили.
У жовтні 2021 року Роналду оголосив, що сім'я чекає другу пару близнюків. Хлопчик і дівчинка народилися 18 квітня 2022 року, але хлопчик помер під час пологів.

### Скандали
У жовтні 2018 року американська модель Кетрін Майорга звинуватила футболіста у зґвалтуванні. За її словами, інцидент трапився влітку 2009 року в Лас-Вегасі. Кріштіану Роналду заперечив звинувачення та подав позов до суду проти видання, яке оприлюднило таку інформацію.

## Статистика виступів

### Клубна статистика
Дані актуальні станом на 28 квітня 2024 року
| Клуб               | Сезон             | Чемпіонат | Чемпіонат | Чемпіонат | Кубки | Кубки | Кубки | Континентальні кубки | Континентальні кубки | Континентальні кубки | Інші  | Інші | Інші | Всього | Всього | Всього | Середня результа- тивність | Гол+пас за матч |
| Клуб               | Сезон             | Матчі     | Голи      | Паси      | Матчі | Голи  | Паси  | Матчі                | Голи                 | Паси                 | Матчі | Голи | Паси | Матчі  | Голи   | Паси   | Середня результа- тивність | Гол+пас за матч |
| ------------------ | ----------------- | --------- | --------- | --------- | ----- | ----- | ----- | -------------------- | -------------------- | -------------------- | ----- | ---- | ---- | ------ | ------ | ------ | -------------------------- | --------------- |
| Спортінг (Лісабон) | 2002—03           | 25        | 3         | 6         | 3     | 2     | 0     | 3                    | 0                    | 1                    |       |      |      | 31     | 5      | 7      | 0.16                       | 0.39            |
| Спортінг (Лісабон) | Всього            | 25        | 3         | 6         | 3     | 2     | 0     | 3                    | 0                    | 1                    | 0     | 0    | 0    | 31     | 5      | 7      | 0.16                       | 0.39            |
| Манчестер Юнайтед  | 2003—04           | 29        | 4         | 3         | 6     | 2     | 3     | 5                    | 0                    | 1                    |       |      |      | 40     | 6      | 7      | 0.15                       | 0.33            |
| Манчестер Юнайтед  | 2004—05           | 33        | 5         | 4         | 9     | 4     | 4     | 8                    | 0                    | 2                    |       |      |      | 50     | 9      | 10     | 0.18                       | 0.38            |
| Манчестер Юнайтед  | 2005—06           | 33        | 9         | 6         | 6     | 2     | 1     | 8                    | 1                    | 1                    |       |      |      | 47     | 12     | 8      | 0.26                       | 0.43            |
| Манчестер Юнайтед  | 2006—07           | 34        | 17        | 13        | 8     | 3     | 1     | 11                   | 3                    | 5                    |       |      |      | 53     | 23     | 19     | 0.43                       | 0.79            |
| Манчестер Юнайтед  | 2007—08           | 34        | 31        | 7         | 3     | 3     | 0     | 11                   | 8                    | 1                    | 1     | 0    | 0    | 49     | 42     | 8      | 0.86                       | 1.02            |
| Манчестер Юнайтед  | 2008—09           | 33        | 18        | 6         | 6     | 3     | 0     | 12                   | 4                    | 2                    | 2     | 1    | 1    | 53     | 26     | 9      | 0.49                       | 0.66            |
| Манчестер Юнайтед  | Всього            | 196       | 84        | 39        | 38    | 17    | 9     | 55                   | 16                   | 12                   | 3     | 1    | 1    | 292    | 118    | 61     | 0.4                        | 0.61            |
| Реал Мадрид        | 2009—10           | 29        | 26        | 7         | 0     | 0     | 0     | 6                    | 7                    | 0                    |       |      |      | 35     | 33     | 7      | 0.94                       | 1.14            |
| Реал Мадрид        | 2010—11           | 34        | 40        | 9         | 8     | 7     | 1     | 12                   | 6                    | 4                    |       |      |      | 54     | 53     | 14     | 0.98                       | 1.24            |
| Реал Мадрид        | 2011—12           | 38        | 46        | 12        | 5     | 3     | 0     | 10                   | 10                   | 3                    | 2     | 1    | 0    | 55     | 60     | 15     | 1.09                       | 1.36            |
| Реал Мадрид        | 2012—13           | 34        | 34        | 10        | 7     | 7     | 0     | 12                   | 12                   | 0                    | 2     | 2    | 0    | 55     | 55     | 10     | 1                          | 1.18            |
| Реал Мадрид        | 2013—14           | 30        | 31        | 9         | 6     | 3     | 1     | 11                   | 17                   | 4                    |       |      |      | 47     | 51     | 14     | 1.09                       | 1.38            |
| Реал Мадрид        | 2014—15           | 35        | 48        | 16        | 2     | 1     | 0     | 12                   | 10                   | 3                    | 5     | 2    | 2    | 53     | 61     | 20     | 1.15                       | 1.53            |
| Реал Мадрид        | 2015—16           | 36        | 35        | 11        |       |       |       | 12                   | 16                   | 4                    |       |      |      | 48     | 51     | 15     | 1.06                       | 1.38            |
| Реал Мадрид        | 2016—17           | 29        | 25        | 6         | 2     | 1     | 0     | 13                   | 12                   | 5                    | 2     | 4    | 0    | 46     | 42     | 11     | 0.91                       | 1.15            |
| Реал Мадрид        | 2017—18           | 27        | 26        | 5         | 0     | 0     | 0     | 13                   | 15                   | 1                    | 4     | 3    | 0    | 44     | 44     | 6      | 1                          | 1.14            |
| Реал Мадрид        | Всього            | 292       | 311       | 85        | 30    | 22    | 2     | 101                  | 105                  | 24                   | 15    | 12   | 2    | 438    | 450    | 113    | 1.03                       | 1.29            |
| Ювентус            | 2018—19           | 31        | 21        | 8         | 2     | 0     | 0     | 9                    | 6                    | 2                    | 1     | 1    | 0    | 43     | 28     | 10     | 0.65                       | 0.88            |
| Ювентус            | 2019—20           | 33        | 31        | 4         | 4     | 2     | 0     | 8                    | 4                    | 1                    | 1     | 0    | 0    | 46     | 37     | 5      | 0.8                        | 0.91            |
| Ювентус            | 2020—21           | 33        | 29        | 2         | 4     | 2     | 0     | 6                    | 4                    | 2                    | 1     | 1    | 0    | 44     | 36     | 4      | 0.82                       | 0.91            |
| Ювентус            | 2021—22           | 1         | 0         | 0         |       |       |       |                      |                      |                      |       |      |      | 1      | 0      | 0      | 0                          | 0               |
| Ювентус            | Всього            | 98        | 81        | 14        | 10    | 4     | 0     | 23                   | 14                   | 5                    | 3     | 2    | 0    | 134    | 101    | 19     | 0.75                       | 0.9             |
| Манчестер Юнайтед  | 2021—22           | 30        | 18        | 3         | 1     | 0     | 0     | 7                    | 6                    | 0                    |       |      |      | 38     | 24     | 3      | 0.63                       | 0.71            |
| Манчестер Юнайтед  | 2022—23           | 10        | 1         | 0         |       |       |       | 6                    | 2                    | 2                    |       |      |      | 16     | 3      | 2      | 0.19                       | 0.31            |
| Манчестер Юнайтед  | Всього            | 40        | 19        | 3         | 1     | 0     | 0     | 13                   | 8                    | 2                    |       |      |      | 54     | 27     | 5      | 0.5                        | 0.59            |
| Ан-Наср (Ер-Ріяд)  | 2022—23           | 16        | 14        | 2         | 2     | 0     | 0     |                      |                      |                      | 1     | 0    | 0    | 19     | 14     | 2      | 0.74                       | 0.84            |
| Ан-Наср (Ер-Ріяд)  | 2023—24           | 26        | 29        | 10        | 2     | 1     | 0     | 9                    | 6                    | 2                    | 7     | 6    | 0    | 44     | 42     | 12     | 0.95                       | 1.23            |
| Ан-Наср (Ер-Ріяд)  | Всього            | 42        | 43        | 12        | 4     | 1     | 0     | 9                    | 6                    | 2                    | 8     | 6    | 0    | 63     | 56     | 14     | 0.89                       | 1.11            |
| Всього за кар'єру  | Всього за кар'єру | 693       | 541       | 159       | 86    | 46    | 11    | 204                  | 149                  | 46                   | 29    | 21   | 3    | 1012   | 757    | 219    | 0.75                       | 0.96            |

### Статистика виступів за національну збірну
Станом на 12 грудня 2022 року
| Національна збірна | Сезон   | Чемпіонат Європи + Ліга націй УЄФА | Чемпіонат Європи + Ліга націй УЄФА | Чемпіонат Європи + Ліга націй УЄФА | Чемпіонат світу | Чемпіонат світу | Чемпіонат світу | Товариські | Товариські | Товариські | Разом | Разом | Разом | Середня результа тивність |  |
| Національна збірна | Сезон   | Матчі                              | Голи                               | Паси                               | Матчі           | Голи            | Паси            | Матчі      | Голи       | Паси       | Матчі | Голи  | Паси  | Середня результа тивність |  |
| ------------------ | ------- | ---------------------------------- | ---------------------------------- | ---------------------------------- | --------------- | --------------- | --------------- | ---------- | ---------- | ---------- | ----- | ----- | ----- | ------------------------- |  |
| Португалія         |         |                                    |                                    |                                    |                 |                 |                 |            |            |            |       |       |       |                           |  |
| 2003-04            | 6       | 2                                  | 2                                  | -                                  | -               | -               | 7               | -          | 1          | 13         | 2     | 3     | 0,19  |                           |  |
| 2004-05            | -       | -                                  | -                                  | 8                                  | 7               | 4               | 2               | -          | -          | 10         | 7     | 4     | 0,70  |                           |  |
| 2005-06            | -       | -                                  | -                                  | 10                                 | 1               | 1               | 5               | 2          | 1          | 15         | 3     | 2     | 0,20  |                           |  |
| 2006-07            | 6       | 5                                  | 1                                  | -                                  | -               | -               | 2               | -          | -          | 8          | 5     | 1     | 0,63  |                           |  |
| 2007-08            | 10      | 4                                  | 1                                  | -                                  | -               | -               | 2               | -          | -          | 12         | 4     | 1     | 0,33  |                           |  |
| 2008-09            | -       | -                                  | -                                  | 4                                  | -               | -               | 3               | 1          | -          | 7          | 1     | 0     | 0,14  |                           |  |
| 2009-10            | -       | -                                  | -                                  | 7                                  | 1               | 1               | 4               | -          | 2          | 11         | 1     | 3     | 0,09  |                           |  |
| 2010-11            | 3       | 2                                  | 1                                  | -                                  | -               | -               | 2               | 1          | -          | 5          | 3     | 1     | 0,60  |                           |  |
| 2011-12            | 10      | 8                                  | 1                                  | -                                  | -               | -               | 4               | 1          | 2          | 14         | 9     | 3     | 0,64  |                           |  |
| 2012-13            | -       | -                                  | -                                  | 6                                  | 1               | 2               | 3               | 3          | -          | 9          | 4     | 2     | 0,44  |                           |  |
| 2013-14            | -       | -                                  | -                                  | 7                                  | 8               | 1               | 3               | 3          | 1          | 10         | 11    | 2     | 1,10  |                           |  |
| 2014-15            | 6       | 5                                  | -                                  | -                                  | -               | -               | 3               | -          | -          | 9          | 5     | 0     | 0,56  |                           |  |
| 2015-16            | 7       | 3                                  | 3                                  | -                                  | -               | -               | 3               | 3          | -          | 10         | 6     | 3     | 0,60  |                           |  |
| 2016-17            | -       | -                                  | -                                  | 9                                  | 13              | 2               | 1               | 1          | -          | 10         | 14    | 2     | 1,40  |                           |  |
| 2017-18            | -       | -                                  | -                                  | 8                                  | 8               | 2               | 3               | 2          | 1          | 11         | 10    | 3     | 0,91  |                           |  |
| 2018-19            | 4       | 3                                  | -                                  | -                                  | -               | -               | -               | -          | -          | 4          | 3     | 0     | 0,75  |                           |  |
| 2019-20            | 6       | 11                                 | -                                  | -                                  | -               | -               | -               | -          | -          | 6          | 11    | 0     | 1,83  |                           |  |
| 2020-21            | 8       | 7                                  | 1                                  | 3                                  | 1               | -               | 4               | 2          | 1          | 15         | 10    | 2     | 0,67  |                           |  |
| 2021-22            | 3       | 2                                  | 1                                  | 6                                  | 5               | 1               | 1               | 1          | -          | 10         | 8     | 2     | 0,80  |                           |  |
| 2022-23            | 2       | -                                  | 1                                  | 5                                  | 1               | -               | -               | -          | -          | 7          | 1     | 1     | 0,14  |                           |  |
| Загалом            | Загалом | 71                                 | 52                                 | 13                                 | 73              | 46              | 14              | 52         | 20         | 9          | 196   | 118   | 35    | 0,60                      |  |
|                    |         |                                    |                                    |                                    |                 |                 |                 |            |            |            |       |       |       |                           |  |

Станом на 30 серпня 2021 року
| Дата       | Місто               | Господарі            | Результат               | Гості                | Турнір                               | Голи | Примітки                            |
| ---------- | ------------------- | -------------------- | ----------------------- | -------------------- | ------------------------------------ | ---- | ----------------------------------- |
| 20-8-2003  | Шавеш               | Португалія           | 1 – 0                   | Казахстан            | товариський матч                     | -    | 46'                                 |
| 11-10-2003 | Лісабон             | Португалія           | 5 – 3                   | Албанія              | товариський матч                     | -    | 46'                                 |
| 18-2-2004  | Фару                | Португалія           | 1 – 1                   | Англія               | товариський матч                     | -    | 46'                                 |
| 31-3-2004  | Брага (Португалія)  | Португалія           | 1 – 2                   | Італія               | товариський матч                     | -    | 46'                                 |
| 28-4-2004  | Коїмбра             | Португалія           | 2 – 2                   | Швеція               | товариський матч                     | -    | 63'                                 |
| 29-5-2004  | Агеда               | Португалія           | 3 – 0                   | Люксембург           | товариський матч                     | -    | 46'                                 |
| 5-6-2004   | Сетубал             | Португалія           | 4 – 1                   | Литва                | товариський матч                     | -    | 64'                                 |
| 12-6-2004  | Порту               | Португалія           | 1 – 2                   | Греція               | ЧЄ 2004 - 1-й етап                   | 1    | 46'                                 |
| 16-6-2004  | Лісабон             | Росія                | 0 – 2                   | Португалія           | ЧЄ 2004 - 1-й етап                   | -    | 77'                                 |
| 20-6-2004  | Лісабон             | Іспанія              | 0 – 1                   | Португалія           | ЧЄ 2004 - 1-й етап                   | -    | 84'                                 |
| 24-6-2004  | Лісабон             | Португалія           | 2 – 2 д.ч. (8 – 7 п.п.) | Англія               | ЧЄ 2004 - чвертьфінал                | -    |                                     |
| 30-6-2004  | Лісабон             | Португалія           | 2 – 1                   | Нідерланди           | ЧЄ 2004 - півфінал                   | 1    | 25', 68'                            |
| 4-7-2004   | Лісабон             | Португалія           | 0 – 1                   | Греція               | ЧЄ 2004 - Фінал                      | -    |                                     |
| 4-9-2004   | Рига                | Латвія               | 0 – 2                   | Португалія           | Відбір до ЧС 2006                    | 1    | 81'                                 |
| 8-9-2004   | Лейрія              | Португалія           | 4 – 0                   | Естонія              | Відбір до ЧС 2006                    | 1    |                                     |
| 9-10-2004  | Вадуц               | Ліхтенштейн          | 2 – 2                   | Португалія           | Відбір до ЧС 2006                    | -    | 62'                                 |
| 13-10-2004 | Лісабон             | Португалія           | 7 – 1                   | Росія                | Відбір до ЧС 2006                    | 2    | 85'                                 |
| 17-11-2004 | Люксембург          | Люксембург           | 0 – 5                   | Португалія           | Відбір до ЧС 2006                    | 1    |                                     |
| 9-2-2005   | Дублін              | Ірландія             | 1 – 0                   | Португалія           | товариський матч                     | -    | 70'                                 |
| 26-3-2005  | Барселуш            | Португалія           | 4 – 1                   | Канада               | товариський матч                     | -    | 46'                                 |
| 30-3-2005  | Братислава          | Словаччина           | 1 – 1                   | Португалія           | Відбір до ЧС 2006                    | -    |                                     |
| 4-6-2005   | Лісабон             | Португалія           | 2 – 0                   | Словаччина           | Відбір до ЧС 2006                    | 1    | 76'                                 |
| 8-6-2005   | Таллінн             | Естонія              | 0 – 1                   | Португалія           | Відбір до ЧС 2006                    | 1    | 88'                                 |
| 3-9-2005   | Фару                | Португалія           | 6 – 0                   | Люксембург           | Відбір до ЧС 2006                    | -    | 62'                                 |
| 7-9-2005   | Москва              | Росія                | 0 – 0                   | Португалія           | Відбір до ЧС 2006                    | -    |                                     |
| 8-10-2005  | Авейру              | Португалія           | 2 – 1                   | Ліхтенштейн          | Відбір до ЧС 2006                    | -    | 29', 84'                            |
| 12-10-2005 | Порту               | Португалія           | 3 – 0                   | Латвія               | Відбір до ЧС 2006                    | -    | 46'                                 |
| 12-11-2005 | Коїмбра             | Португалія           | 2 – 0                   | Хорватія             | товариський матч                     | -    |                                     |
| 15-11-2005 | Белфаст             | Північна Ірландія    | 1 – 1                   | Португалія           | товариський матч                     | -    | 69'                                 |
| 1-3-2006   | Дюссельдорф         | Португалія           | 3 – 0                   | Саудівська Аравія    | товариський матч                     | 2    |                                     |
| 27-5-2006  | Евора               | Португалія           | 4 – 1                   | Кабо-Верде           | товариський матч                     | -    | 59', 62'                            |
| 3-6-2006   | Мец                 | Люксембург           | 0 – 3                   | Португалія           | товариський матч                     | -    | 70'                                 |
| 11-6-2006  | Кельн               | Ангола               | 0 – 1                   | Португалія           | ЧС 2006 - 1-й етап                   | -    | 26', 59'                            |
| 17-6-2006  | Франкфурт-на-Майні  | Португалія           | 2 – 0                   | Іран                 | ЧС 2006 - 1-й етап                   | 1    |                                     |
| 25-6-2006  | Нюрнберг            | Португалія           | 1 – 0                   | Нідерланди           | ЧС 2006 - 1/8 фіналу                 | -    | 34'                                 |
| 1-7-2006   | Гельзенкірхен       | Англія               | 0 – 0 д.ч. (1 – 3 п.п.) | Португалія           | ЧС 2006 - чвертьфінал                | -    |                                     |
| 5-7-2006   | Мюнхен              | Португалія           | 0 – 1                   | Франція              | ЧС 2006 - півфінал                   | -    |                                     |
| 8-7-2006   | Штутгарт            | Німеччина            | 3 – 1                   | Португалія           | ЧС 2006 - матч за 3-тє місце         | -    |                                     |
| 1-9-2006   | Брондбю             | Данія                | 4 – 2                   | Португалія           | товариський матч                     | -    | 66'                                 |
| 6-9-2006   | Гельсінкі           | Фінляндія            | 1 – 1                   | Португалія           | Відбір до ЧЄ 2008                    | -    |                                     |
| 7-10-2006  | Порту               | Португалія           | 3 – 0                   | Азербайджан          | Відбір до ЧЄ 2008                    | 2    | 73'                                 |
| 11-10-2006 | Хожув               | Польща               | 2 – 1                   | Португалія           | Відбір до ЧЄ 2008                    | -    |                                     |
| 15-11-2006 | Коїмбра             | Португалія           | 3 – 0                   | Казахстан            | Відбір до ЧЄ 2008                    | 1    | 58'                                 |
| 6-2-2007   | Лондон              | Португалія           | 2 – 0                   | Бразилія             | товариський матч                     | -    | кап. 62'                            |
| 24-3-2007  | Лісабон             | Португалія           | 4 – 0                   | Бельгія              | Відбір до ЧЄ 2008                    | 2    | 45', 78'                            |
| 28-3-2007  | Белград             | Сербія               | 1 – 1                   | Португалія           | Відбір до ЧЄ 2008                    | -    | 36'                                 |
| 22-8-2007  | Єреван              | Вірменія             | 1 – 1                   | Португалія           | Відбір до ЧЄ 2008                    | 1    |                                     |
| 8-9-2007   | Лісабон             | Португалія           | 2 – 2                   | Польща               | Відбір до ЧЄ 2008                    | 1    |                                     |
| 12-9-2007  | Лісабон             | Португалія           | 1 – 1                   | Сербія               | Відбір до ЧЄ 2008                    | -    |                                     |
| 13-10-2007 | Баку                | Азербайджан          | 0 – 2                   | Португалія           | Відбір до ЧЄ 2008                    | -    | кап.                                |
| 17-10-2007 | Алмати              | Казахстан            | 1 – 2                   | Португалія           | Відбір до ЧЄ 2008                    | 1    | кап.                                |
| 17-11-2007 | Лейрія              | Португалія           | 1 – 0                   | Вірменія             | Відбір до ЧЄ 2008                    | -    | кап.                                |
| 21-11-2007 | Порту               | Португалія           | 0 – 0                   | Фінляндія            | Відбір до ЧЄ 2008                    | -    |                                     |
| 6-2-2008   | Цюрих               | Італія               | 3 – 1                   | Португалія           | товариський матч                     | -    | кап.                                |
| 31-5-2008  | Візеу               | Португалія           | 2 – 0                   | Грузія               | товариський матч                     | -    | 46'                                 |
| 7-6-2008   | Женева              | Португалія           | 2 – 0                   | Туреччина            | ЧЄ 2008 - 1-й етап                   | -    |                                     |
| 11-6-2008  | Женева              | Чехія                | 1 – 3                   | Португалія           | ЧЄ 2008 - 1-й етап                   | 1    |                                     |
| 19-6-2008  | Базель              | Португалія           | 2 – 3                   | Німеччина            | ЧЄ 2008 - чвертьфінал                | -    |                                     |
| 11-10-2008 | Стокгольм           | Швеція               | 0 – 0                   | Португалія           | Відбір до ЧС 2010                    | -    | кап.                                |
| 15-10-2008 | Брага               | Португалія           | 0 – 0                   | Албанія              | Відбір до ЧС 2010                    | -    | кап.                                |
| 19-11-2008 | Гама                | Бразилія             | 6 – 2                   | Португалія           | товариський матч                     | -    | кап. 85'                            |
| 11-2-2009  | Фару                | Португалія           | 1 – 0                   | Фінляндія            | товариський матч                     | 1    | кап.                                |
| 28-3-2009  | Порту               | Португалія           | 0 – 0                   | Швеція               | Відбір до ЧС 2010                    | -    | кап.                                |
| 31-3-2009  | Лозанна             | Португалія           | 2 – 0                   | ПАР                  | товариський матч                     | -    | 57'                                 |
| 6-6-2009   | Тирана              | Албанія              | 1 – 2                   | Португалія           | Відбір до ЧС 2010                    | -    | кап.                                |
| 5-9-2009   | Копенгаген          | Данія                | 1 – 1                   | Португалія           | Відбір до ЧС 2010                    | -    | кап.                                |
| 9-9-2009   | Будапешт            | Угорщина             | 0 – 1                   | Португалія           | Відбір до ЧС 2010                    | -    | кап.                                |
| 10-10-2009 | Лісабон             | Португалія           | 3 – 0                   | Угорщина             | Відбір до ЧС 2010                    | -    | кап. 27'                            |
| 3-3-2010   | Коїмбра             | Португалія           | 2 – 0                   | КНР                  | товариський матч                     | -    | кап. 46'                            |
| 24-5-2010  | Ковілян             | Португалія           | 0 – 0                   | Кабо-Верде           | товариський матч                     | -    | кап. 64'                            |
| 1-6-2010   | Ковілян             | Португалія           | 3 – 1                   | Камерун              | товариський матч                     | -    | кап.                                |
| 8-6-2010   | Йоганнесбург        | Португалія           | 3 – 0                   | Мозамбік             | товариський матч                     | -    | 62'                                 |
| 15-6-2010  | Порт-Елізабет       | Кот-д'Івуар          | 0 – 0                   | Португалія           | ЧС 2010 - 1-й етап                   | -    | кап. 20'                            |
| 21-6-2010  | Кейптаун            | Португалія           | 7 – 0                   | Північна Корея       | ЧС 2010 - 1-й етап                   | 1    | кап.                                |
| 25-6-2010  | Дурбан              | Португалія           | 0 – 0                   | Бразилія             | ЧС 2010 - 1-й етап                   | -    | кап.                                |
| 29-6-2010  | Кейптаун            | Іспанія              | 1 – 0                   | Португалія           | ЧС 2010 - 1/8 фіналу                 | -    | кап.                                |
| 8-10-2010  | Порту               | Португалія           | 3 – 1                   | Данія                | Відбір до ЧЄ 2012                    | 1    | кап.                                |
| 12-10-2010 | Рейк'явік           | Ісландія             | 1 – 3                   | Португалія           | Відбір до ЧЄ 2012                    | 1    | кап.                                |
| 17-11-2010 | Лісабон             | Португалія           | 4 – 0                   | Іспанія              | товариський матч                     | -    | кап. 9', 46'                        |
| 9-2-2011   | Женева              | Аргентина            | 2 – 1                   | Португалія           | товариський матч                     | 1    | кап. 60'                            |
| 4-6-2011   | Лісабон             | Португалія           | 1 – 0                   | Норвегія             | Відбір до ЧЄ 2012                    | -    | кап.                                |
| 10-8-2011  | Фару                | Португалія           | 5 – 0                   | Люксембург           | товариський матч                     | 1    | кап. 46'                            |
| 2-9-2011   | Нікосія             | Кіпр                 | 0 – 4                   | Португалія           | Відбір до ЧЄ 2012                    | 2    | кап. 83'                            |
| 7-10-2011  | Порту               | Португалія           | 5 – 3                   | Ісландія             | Відбір до ЧЄ 2012                    | -    | кап.                                |
| 11-10-2011 | Копенгаген          | Данія                | 2 – 1                   | Португалія           | Відбір до ЧЄ 2012                    | 1    | кап.                                |
| 11-11-2011 | Зениця              | Боснія і Герцеговина | 0 – 0                   | Португалія           | Відбір до ЧЄ 2012                    | -    | кап.                                |
| 15-11-2011 | Лісабон             | Португалія           | 6 – 2                   | Боснія і Герцеговина | Відбір до ЧЄ 2012                    | 2    | кап.                                |
| 29-2-2012  | Варшава             | Польща               | 0 – 0                   | Португалія           | товариський матч                     | -    | кап. 76'                            |
| 26-5-2012  | Лейрія              | Португалія           | 0 – 0                   | Північна Македонія   | товариський матч                     | -    | кап. 72'                            |
| 2-6-2012   | Лісабон             | Португалія           | 1 – 3                   | Туреччина            | товариський матч                     | -    | кап.                                |
| 9-6-2012   | Львів               | Німеччина            | 1 – 0                   | Португалія           | ЧЄ 2012 - 1-й етап                   | -    | кап.                                |
| 13-6-2012  | Львів               | Данія                | 2 – 3                   | Португалія           | ЧЄ 2012 - 1-й етап                   | -    | кап. 90'+2'                         |
| 17-6-2012  | Харків              | Португалія           | 2 – 1                   | Нідерланди           | ЧЄ 2012 - 1-й етап                   | 2    | кап.                                |
| 21-6-2012  | Варшава             | Чехія                | 0 – 1                   | Португалія           | ЧЄ 2012 - чвертьфінал                | 1    | кап.                                |
| 27-6-2012  | Донецьк             | Португалія           | 0 – 0 д.ч. (2 – 4 п.п.) | Іспанія              | ЧЄ 2012 - півфінал                   | -    | кап.                                |
| 16-8-2012  | Фару                | Португалія           | 2 – 0                   | Панама               | товариський матч                     | 1    | кап. 61'                            |
| 7-9-2012   | Люксембург          | Люксембург           | 1 – 2                   | Португалія           | Відбір до ЧС 2014                    | 1    | кап.                                |
| 11-9-2012  | Брага (Португалія)  | Португалія           | 3 – 0                   | Азербайджан          | Відбір до ЧС 2014                    | -    | кап. 90'                            |
| 12-10-2012 | Москва              | Росія                | 1 – 0                   | Португалія           | Відбір до ЧС 2014                    | -    | кап.                                |
| 16-10-2012 | Порту               | Португалія           | 1 – 1                   | Північна Ірландія    | Відбір до ЧС 2014                    | -    | кап.                                |
| 6-2-2013   | Гімарайнш           | Португалія           | 2 – 3                   | Еквадор              | товариський матч                     | 1    | кап. 62'                            |
| 22-3-2013  | Тель-Авів-Яфо       | Ізраїль              | 3 – 3                   | Португалія           | Відбір до ЧС 2014                    | -    | кап. 72'                            |
| 7-6-2013   | Лісабон             | Португалія           | 1 – 0                   | Росія                | Відбір до ЧС 2014                    | -    | кап.                                |
| 10-6-2013  | Женева              | Хорватія             | 0 – 1                   | Португалія           | товариський матч                     | 1    | кап. 46'                            |
| 14-8-2013  | Фару                | Португалія           | 1 – 1                   | Нідерланди           | товариський матч                     | 1    | кап.                                |
| 6-9-2013   | Белфаст             | Північна Ірландія    | 2 – 4                   | Португалія           | Відбір до ЧС 2014                    | 3    | кап. 43', 90'                       |
| 11-10-2013 | Лісабон             | Португалія           | 1 – 1                   | Ізраїль              | Відбір до ЧС 2014                    | -    | кап. 90'+1'                         |
| 15-11-2013 | Лісабон             | Португалія           | 1 – 0                   | Швеція               | Відбір до ЧС 2014                    | 1    | кап. 77'                            |
| 19-11-2013 | Стокгольм           | Швеція               | 2 – 3                   | Португалія           | Відбір до ЧС 2014                    | 3    | кап.                                |
| 5-3-2014   | Лейрія              | Португалія           | 5 – 1                   | Камерун              | товариський матч                     | 2    | кап. 87'                            |
| 10-6-2014  | Іст-Ратерфорд       | Ірландія             | 1 – 5                   | Португалія           | товариський матч                     | -    | кап. 65'                            |
| 16-6-2014  | Салвадор (Бразилія) | Німеччина            | 4 – 0                   | Португалія           | ЧС 2014 - 1-й етап                   | -    | кап.                                |
| 22-6-2014  | Манаус              | США                  | 2 – 2                   | Португалія           | ЧС 2014 - 1-й етап                   | -    | кап.                                |
| 26-6-2014  | Бразиліа            | Португалія           | 2 – 1                   | Гана                 | ЧС 2014 - 1-й етап                   | 1    | кап.                                |
| 11-10-2014 | Сен-Дені            | Франція              | 2 – 1                   | Португалія           | товариський матч                     | -    | кап. 76'                            |
| 14-10-2014 | Копенгаген          | Данія                | 0 – 1                   | Португалія           | Відбір до ЧЄ 2016                    | 1    | кап. 90'+2'                         |
| 14-11-2014 | Фару                | Португалія           | 1 – 0                   | Вірменія             | Відбір до ЧЄ 2016                    | 1    | кап.                                |
| 18-11-2014 | Манчестер           | Аргентина            | 0 – 1                   | Португалія           | товариський матч                     | -    | кап. 46'                            |
| 29-3-2015  | Лісабон             | Португалія           | 2 – 1                   | Сербія               | Відбір до ЧЄ 2016                    | -    | кап.                                |
| 13-6-2015  | Єреван              | Вірменія             | 2 – 3                   | Португалія           | Відбір до ЧЄ 2016                    | 3    | кап.                                |
| 4-9-2015   | Лісабон             | Португалія           | 0 – 1                   | Франція              | товариський матч                     | -    | кап. 67'                            |
| 7-9-2015   | Ельбасан            | Албанія              | 0 – 1                   | Португалія           | Відбір до ЧЄ 2016                    | -    | кап.                                |
| 8-10-2015  | Брага (Португалія)  | Португалія           | 1 – 0                   | Данія                | Відбір до ЧЄ 2016                    | -    | кап.                                |
| 25-3-2016  | Лейрія              | Португалія           | 0 – 1                   | Болгарія             | товариський матч                     | -    | кап.                                |
| 29-3-2016  | Лейрія              | Португалія           | 2 – 1                   | Бельгія              | товариський матч                     | 1    | кап. 61'                            |
| 8-6-2016   | Лісабон             | Португалія           | 7 – 0                   | Естонія              | товариський матч                     | 2    | кап. 46'                            |
| 14-6-2016  | Сент-Етьєн          | Португалія           | 1 – 1                   | Ісландія             | ЧЄ 2016 - 1-й етап                   | -    | кап.                                |
| 18-6-2016  | Париж               | Португалія           | 0 – 0                   | Австрія              | ЧЄ 2016 - 1-й етап                   | -    | кап.                                |
| 22-6-2016  | Ліон                | Угорщина             | 3 – 3                   | Португалія           | ЧЄ 2016 - 1-й етап                   | 2    | кап.                                |
| 25-6-2016  | Ланс                | Хорватія             | 0 – 1 д.ч.              | Португалія           | ЧЄ 2016 - 1/8 фіналу                 | -    | кап.                                |
| 30-6-2016  | Марсель             | Польща               | 1 – 1 д.ч. (3 - 5 п.п.) | Португалія           | ЧЄ 2016 - чвертьфінал                | -    | кап.                                |
| 6-7-2016   | Ліон                | Португалія           | 2 – 0                   | Уельс                | ЧЄ 2016 - півфінал                   | 1    | кап. 72'                            |
| 10-7-2016  | Сен-Дені            | Португалія           | 1 – 0 д.ч.              | Франція              | ЧЄ 2016 - Фінал                      | -    | кап. 25' 1-й титул чемпіонів Європи |
| 7-10-2016  | Авейру              | Португалія           | 6 – 0                   | Андорра              | Відбір до ЧС 2018                    | 4    | кап.                                |
| 10-10-2016 | Торсгавн            | Фарерські острови    | 0 – 6                   | Португалія           | Відбір до ЧС 2018                    | 1    | кап.                                |
| 13-11-2016 | Фару                | Португалія           | 4 – 1                   | Латвія               | Відбір до ЧС 2018                    | 2    | кап.                                |
| 25-3-2017  | Лісабон             | Португалія           | 3 – 0                   | Угорщина             | Відбір до ЧС 2018                    | 2    | кап.                                |
| 28-3-2017  | Фуншал              | Португалія           | 2 – 3                   | Швеція               | товариський матч                     | 1    | кап. 58'                            |
| 9-6-2017   | Рига                | Латвія               | 0 – 3                   | Португалія           | Відбір до ЧС 2018                    | 2    | кап.                                |
| 18-6-2017  | Казань              | Португалія           | 2 – 2                   | Мексика              | Кубок Конфедерацій                   | -    | кап.                                |
| 21-6-2017  | Москва              | Росія                | 0 – 1                   | Португалія           | Кубок Конфедерацій                   | 1    | кап.                                |
| 24-6-2017  | Санкт-Петербург     | Нова Зеландія        | 0 – 4                   | Португалія           | Кубок Конфедерацій                   | 1    | кап. 67'                            |
| 28-6-2017  | Казань              | Португалія           | 0 – 0 д.ч. (0 - 3 п.п.) | Чилі                 | Кубок Конфедерацій                   | -    | кап.                                |
| 31-8-2017  | Порту               | Португалія           | 5 – 1                   | Фарерські острови    | Відбір до ЧС 2018                    | 3    | кап.                                |
| 3-9-2017   | Будапешт            | Угорщина             | 0 – 1                   | Португалія           | Відбір до ЧС 2018                    | -    | кап. 89'                            |
| 7-10-2017  | Андорра-ла-Велья    | Андорра              | 0 – 2                   | Португалія           | Відбір до ЧС 2018                    | 1    | 46'                                 |
| 10-10-2017 | Лісабон             | Португалія           | 2 – 0                   | Швейцарія            | Відбір до ЧС 2018                    | -    | кап.                                |
| 23-3-2018  | Цюрих               | Португалія           | 2 – 1                   | Єгипет               | товариський матч                     | 2    | кап.                                |
| 26-3-2018  | Женева              | Португалія           | 0 – 3                   | Нідерланди           | товариський матч                     | -    | кап. 68'                            |
| 7-6-2018   | Лісабон             | Португалія           | 3 – 0                   | Алжир                | товариський матч                     | -    | кап. 74'                            |
| 15-6-2018  | Сочі                | Португалія           | 3 – 3                   | Іспанія              | ЧС 2018 - 1-й етап                   | 3    | кап.                                |
| 20-6-2018  | Москва              | Португалія           | 1 – 0                   | Марокко              | ЧС 2018 - 1-й етап                   | 1    | кап.                                |
| 25-6-2018  | Саранськ            | Іран                 | 1 – 1                   | Португалія           | ЧС 2018 - 1-й етап                   | -    | кап. 83'                            |
| 30-6-2018  | Сочі                | Уругвай              | 2 – 1                   | Португалія           | ЧС 2018 - 1/8 фіналу                 | -    | кап. 90'+4'                         |
| 22-3-2019  | Лісабон             | Португалія           | 0 – 0                   | Україна              | Відбір до ЧЄ 2020                    | -    | кап.                                |
| 25-3-2019  | Лісабон             | Португалія           | 1 – 1                   | Сербія               | Відбір до ЧЄ 2020                    | -    | кап. 31'                            |
| 5-6-2019   | Порту               | Португалія           | 3 – 1                   | Швейцарія            | Ліга націй УЄФА 2018-2019 - півфінал | 3    | кап.                                |
| 9-6-2019   | Порту               | Португалія           | 1 – 0                   | Нідерланди           | Ліга націй УЄФА 2018-2019 - Фінал    | -    | кап.                                |
| 7-9-2019   | Белград             | Сербія               | 2 – 4                   | Португалія           | Відбір до ЧЄ 2020                    | 1    | кап.                                |
| 10-9-2019  | Вільнюс             | Литва                | 1 – 5                   | Португалія           | Відбір до ЧЄ 2020                    | 4    | кап. 79'                            |
| 11-10-2019 | Лісабон             | Португалія           | 3 – 0                   | Люксембург           | Відбір до ЧЄ 2020                    | 1    | кап.                                |
| 14-10-2019 | Київ                | Україна              | 2 – 1                   | Португалія           | Відбір до ЧЄ 2020                    | 1    | кап.                                |
| 14-11-2019 | Фару                | Португалія           | 6 – 0                   | Литва                | Відбір до ЧЄ 2020                    | 3    | кап. 83'                            |
| 17-11-2019 | Люксембург          | Люксембург           | 0 – 2                   | Португалія           | Відбір до ЧЄ 2020                    | 1    | кап.                                |
| 8-9-2020   | Стокгольм           | Швеція               | 0 – 2                   | Португалія           | Ліга націй УЄФА 2020-2021 - 1-й етап | 2    | кап.                                |
| 7-10-2020  | Лісабон             | Португалія           | 0 – 0                   | Іспанія              | товариський матч                     | -    | кап. 72'                            |
| 11-10-2020 | Сен-Дені            | Франція              | 0 – 0                   | Португалія           | Ліга націй УЄФА 2020-2021 - 1-й етап | -    | кап.                                |
| 11-11-2020 | Лісабон             | Португалія           | 7 – 0                   | Андорра              | товариський матч                     | 1    | 46'                                 |
| 14-11-2020 | Лісабон             | Португалія           | 0 – 1                   | Франція              | Ліга націй УЄФА 2020-2021 - 1-й етап | -    | кап.                                |
| 17-11-2020 | Спліт               | Хорватія             | 2 – 3                   | Португалія           | Ліга націй УЄФА 2020-2021 - 1-й етап | -    | кап. 54'                            |
| 24-3-2021  | Турин               | Португалія           | 1 – 0                   | Азербайджан          | Відбір до ЧС 2022                    | -    | кап.                                |
| 27-3-2021  | Белград             | Сербія               | 2 – 2                   | Португалія           | Відбір до ЧС 2022                    | -    | кап. 90+4'                          |
| 30-3-2021  | Люксембург          | Люксембург           | 1 – 3                   | Португалія           | Відбір до ЧС 2022                    | 1    | кап.                                |
| 4-6-2021   | Мадрид              | Іспанія              | 0 – 0                   | Португалія           | товариський матч                     | -    | кап.                                |
| 9-6-2021   | Лісабон             | Португалія           | 4 – 0                   | Ізраїль              | товариський матч                     | 1    | кап. 71'                            |
| 15-6-2021  | Будапешт            | Угорщина             | 0 – 3                   | Португалія           | ЧЄ 2020 - 1-й етап                   | 2    | кап.                                |
| 19-6-2021  | Мюнхен              | Португалія           | 2 – 4                   | Німеччина            | ЧЄ 2020 - 1-й етап                   | 1    | кап.                                |
| 23-6-2021  | Будапешт            | Португалія           | 2 – 2                   | Франція              | ЧЄ 2020 - 1-й етап                   | 2    | кап.                                |
| 27-6-2021  | Севілья             | Бельгія              | 1 – 0                   | Португалія           | ЧЄ 2020 - 1/8 фіналу                 | -    | кап.                                |
| Усього     |                     | Матчів (1 місце)     | 179                     |                      | Голів (1 місце)                      | 109  |                                     |

## Командні досягнення
«Спортінг» (2 титули)
- Чемпіон Португалії: 2001-02
- Володар Суперкубка Португалії: 2002

«Манчестер Юнайтед» (9 титулів)
- Чемпіон Англії: 2006-07, 2007-08, 2008-09
- Володар Кубка Англії: 2003-04
- Володар Кубка Ліги: 2005-06, 2008-09
- Володар Суперкубка Англії: 2007
- Переможець Ліги чемпіонів: 2007-08
- Переможець Клубного чемпіонату світу: 2008

«Реал Мадрид» (16 титулів)
- Чемпіон Іспанії: 2011-12, 2016-17
- Володар кубка Іспанії: 2010-11, 2013-14.
- Володар Суперкубка Іспанії: 2012, 2017
- Переможець Ліги Чемпіонів УЄФА : 2013-14, 2015-16, 2016-17, 2017-18
- Володар Суперкубка УЄФА: 2014, 2016, 2017.
- Переможець Клубного чемпіонату світу: 2014, 2016, 2017

«Ювентус» (5 титулів)
- Чемпіонат Італії: 2018-19, 2019-20
- Володар Суперкубка Італії: 2018, 2020
- Володар Кубка Італії: 2020-21

«Ан-Наср» (1 титул)
- Кубок арабських чемпіонів з футболу: 2023

Збірна Португалії (5 титулів)
- Чемпіон Європи (U-16): 2000
- Чемпіон Європи: 2016
- Віце-чемпіон Європи: 2004
- Переможець Ліги націй УЄФА: 2018-19, 2024-25

## Індивідуальні досягнення
- Найкращий бомбардир єврокубків
- Найкращий бомбардир чемпіонату Європи: 2012 (3 голи, разом з Маріо Балотеллі, Маріо Гомесом, Аланом Дзагоєвим, Маріо Манджукичем, Фернандо Торресом), 2020 (5 голів, разом з Патріком Шиком)
- Найкращий бомбардир Ліги чемпіонів УЄФА
- Найбільше голів в одному розіграші Ліги чемпіонів УЄФА: 17 (2013/14)
- Найбільше переможних фіналів Ліги чемпіонів: 5
- Єдиний, хто забив у трьох фіналах Ліги чемпіонів УЄФА
- Єдиний, хто забив у всіх шести матчах групового етапу Ліги чемпіонів УЄФА
- Найкращий бомбардир в історії «Реалу»
- Найбільше потраплянь в Команду року UEFA.com: 13 (2004, 2007—2018)
- Найбільше матчів на Євро: 21
- Найбільше голів на Євро: 9 — ділить з Мішелем Платіні
- Найбільше Євро, на яких забивав: 4
- Єдиний, хто забив по три голи на різних Євро
- Найбільше голів на Євро разом з кваліфікацією
- Найбільше голів у відбіркових матчах чемпіонатів Європи: 25[110]
- Найкращий бомбардир кваліфікації Євро і ЧС
- Рекордсмен збірної Португалії за кількістю зіграних матчів
- Рекордсмен збірної Португалії за кількістю забитих голів
- Єдиний, кому вдалося забити в 11 матчах Ліги чемпіонів УЄФА поспіль[111]
- Найкращий бомбардир Ла-Ліги: 2010–2011, 2013–2014, 2015–2016
- Найкращий бомбардир Серія A (Італія): 2020–2021
- Гравець місяця Ла-Ліги (3): листопад 2013[112], травень 2015[113], травень 2017[114]

## Документальні фільми
- «Кріштіану Роналду: Світ коло його ніг» (Cristiano Ronaldo: The World at His Feet) (2014).
- «Роналду» (фільм) (Ronaldo)[116] (2015).

## Інтернет-ресурси
- Al Nassr official profile
- Manchester United official profile
- Real Madrid official profile
- Portuguese Football Federation profile